# 笹沢用水
笹沢用水（ささざわようすい）は、長野県佐久地域の用水路。

## 地理

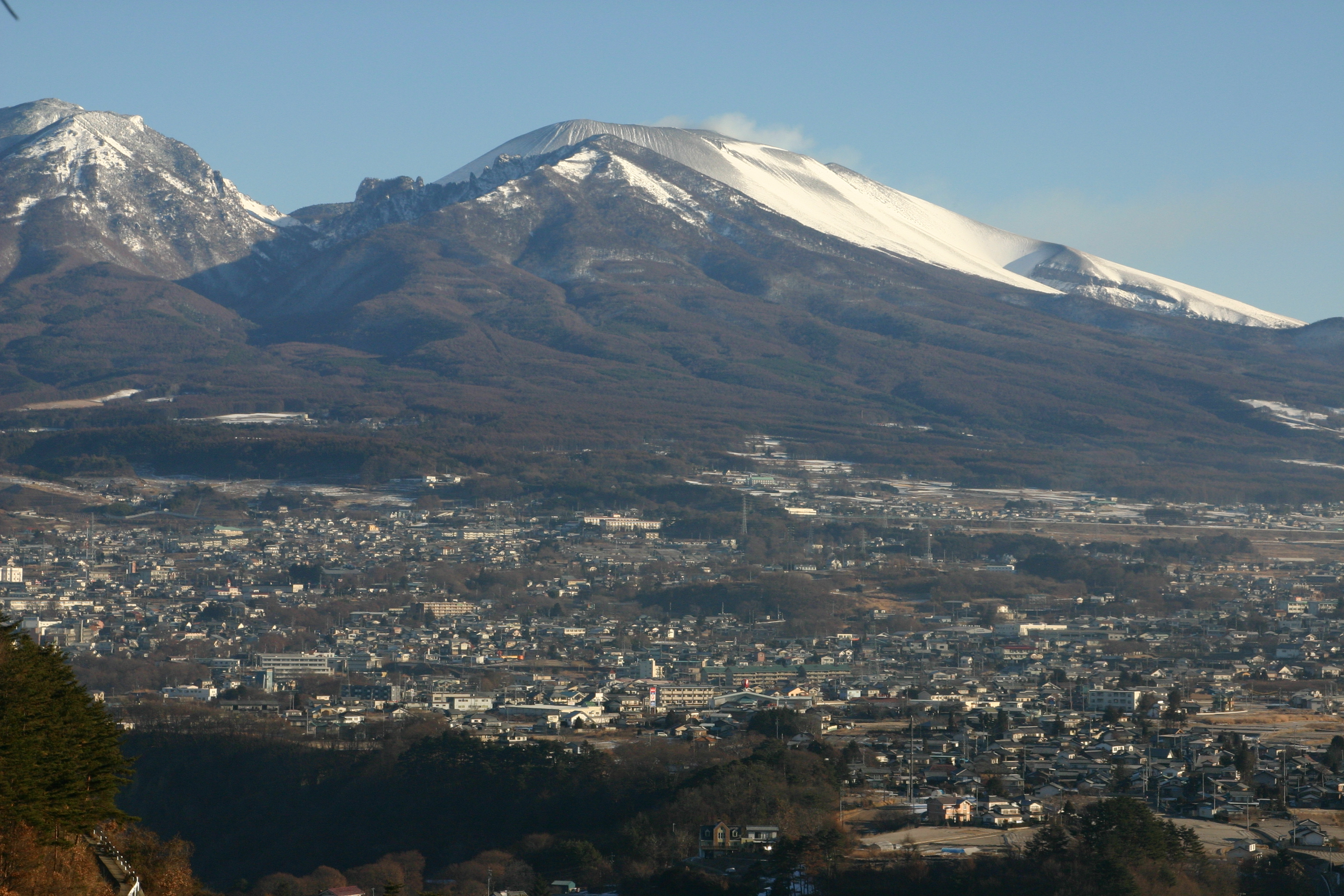
浅間山

北佐久郡軽井沢町にある笹沢と谷地沢を合わせ、御代田町を経て佐久市岩村田へと流れた。途中、柳沢・おひて場・かじか沢・五升五合用水（大久保用水）・穴沢用水（夜間のみ）を合わせ、また何筋か分流しながら、小田井・前田原・蟹沢・牛首・岩村田を潤した。水源の笹沢・谷地沢は現在、ともに上水道用水の水源となっている。
江戸時代には存在し、農業用水としてのほか、飲料水としても利用された。往時の用水絵図として「笹沢用水絵図（安川源内氏蔵）」がある。文政11年（1828年）の関係町村申し合わせ書にある用水かかり高（石高）は、小田井村15石・前田原村17石・岩村田470石であった。
笹沢用水は笹沢堰・笹沢堰用水・笹沢谷地沢用水・谷地沢用水・蟹沢用水・蟹沢堰用水とも呼ばれた。文政11年申渡の御裁許には「小田井・前田原両村にて笹沢、岩村田町にて蟹沢と申す」旨の記載がある。その後、1875年（明治8年）に「笹沢谷地沢用水」と改められたとされる。

## 歴史

### 江戸時代の水論
文政2年（1819年）春から文政11年（1828年）秋にかけて起こった水論。前田原村の新田開発により水不足になるとした岩村田村が前田原村を相手に訴訟を起こしたことに始まる。一旦は2町村間で和解したものの、小田井村が蚊帳の外にされたことを不服として訴えを起こし、騒動となった。

### 昭和初期の水論
明治維新後も用水路の使用をめぐり、御代田村と岩村田町との間で水論が繰り返された。昭和に入り、岩村田町は用水を「町の単独用水」であると誤認して多くの問題を生じたとして、1928年（昭和3年）、用水の共同使用権を主張する御代田村が、岩村田町を提訴。1931年（昭和6年）2月7日、裁判所の仲裁により和解成立した。取り交わされた和解契約書の第1条には、「谷地沢用水は岩村田町大字岩村田及御代田村共に従来通りその使用権を有するものとす」（引用）と明記された。

### 上水道用水へ
戦後、岩村田町・御代田村では生活用水の水質悪化を受け、衛生面からも上水道の布設が求められるようになった。ため池（仙禄湖）の建設や御影用水（千ヶ滝用水）の改修により灌漑用水に余裕が生じ、その水源が上水道用に利用されるようになった。
現在の笹沢水源（ささざわすいげん）は、長野県北佐久郡軽井沢町にある水源地である。軽井沢町追分地籍、浅間山国有林59林班内にあり、佐久水道企業団が佐久森林管理センターから借用している。上水道北部区域、浅麓谷地沢水系に属する。地下水の湧出地盤に集水暗渠を敷設し、1か所に集めた湧水をポンプで御代田浄水場に送っている。雨水など地表の水が混ざらない構造としている。1日あたりの取水量は400立方メートルである。同企業団では笹沢水源に対し、クリプトスポリジウムや硬度の高さ（硬水）への対策を行うことを検討している。
軽井沢町と御代田町との境、笹沢（標高935メートル）には笹沢12号水源がある。1981年（昭和56年）頃、12番目に掘り当てられた深井戸で、1日あたりの取水量は990立方メートルである。佐久水道企業団は笹沢水源同様、上水道北部区域、浅麓谷地沢水系に属する水源として利用している。